# Toyota Yaris Cross

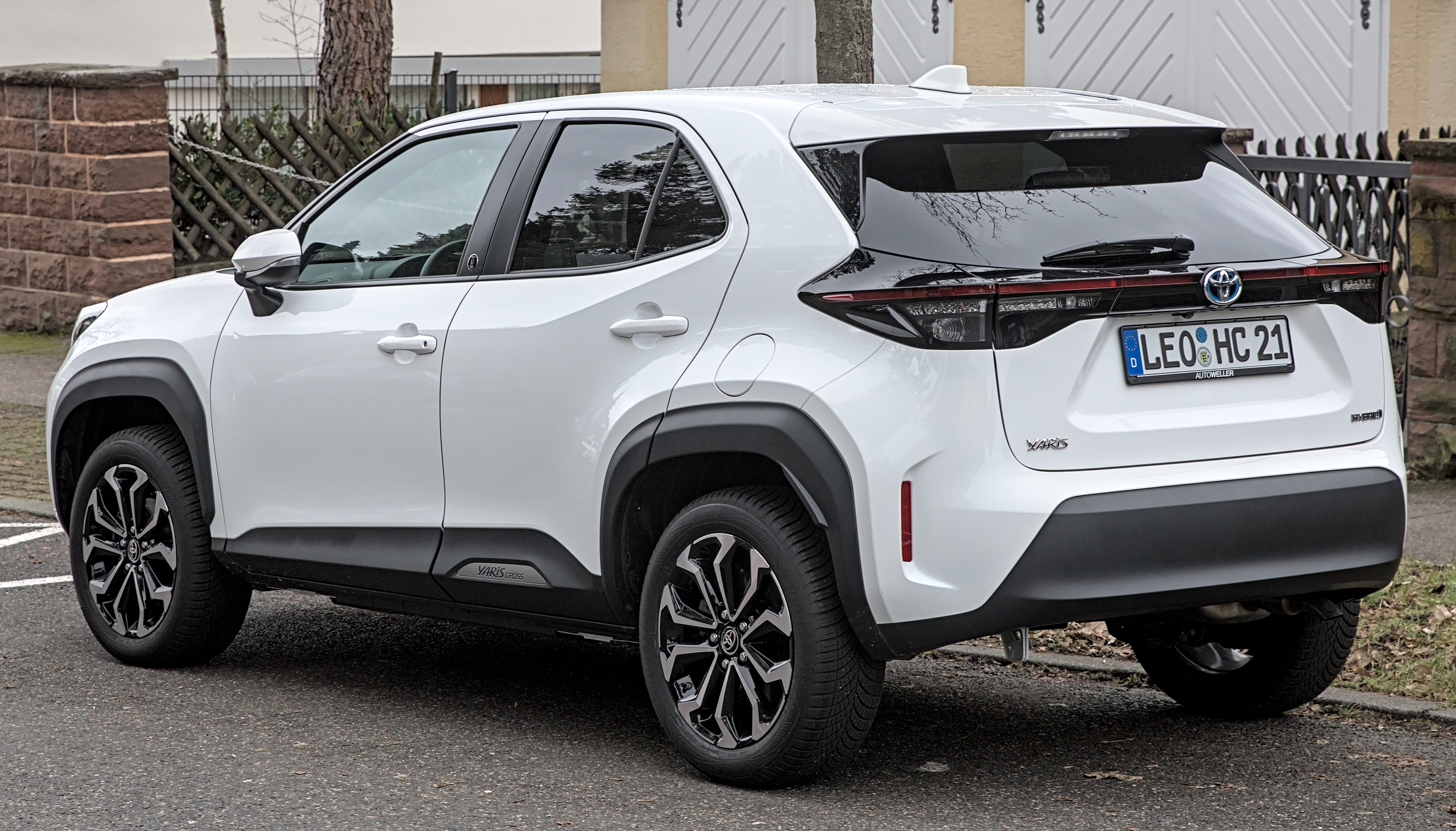
Heckansicht

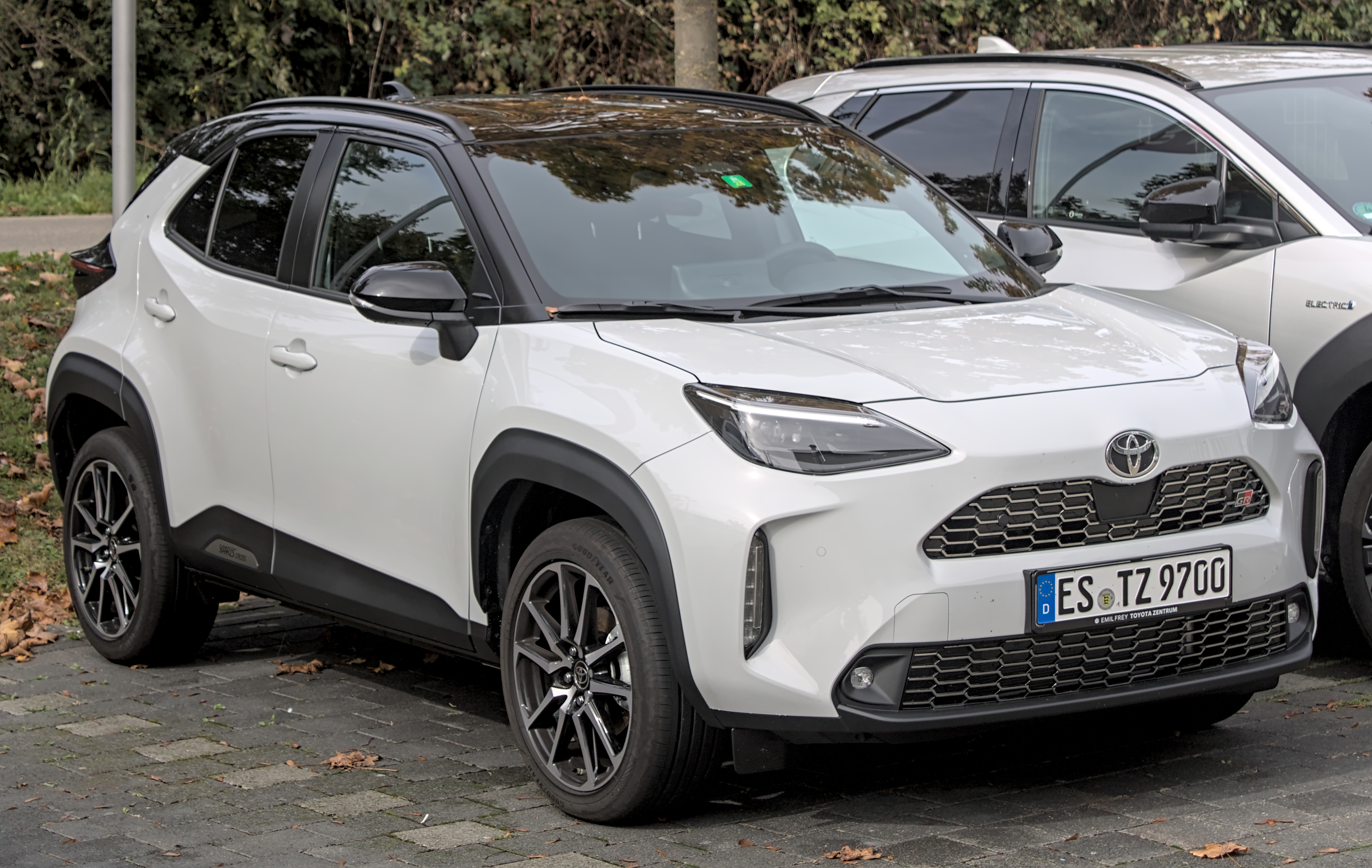
Yaris Cross GR Sport

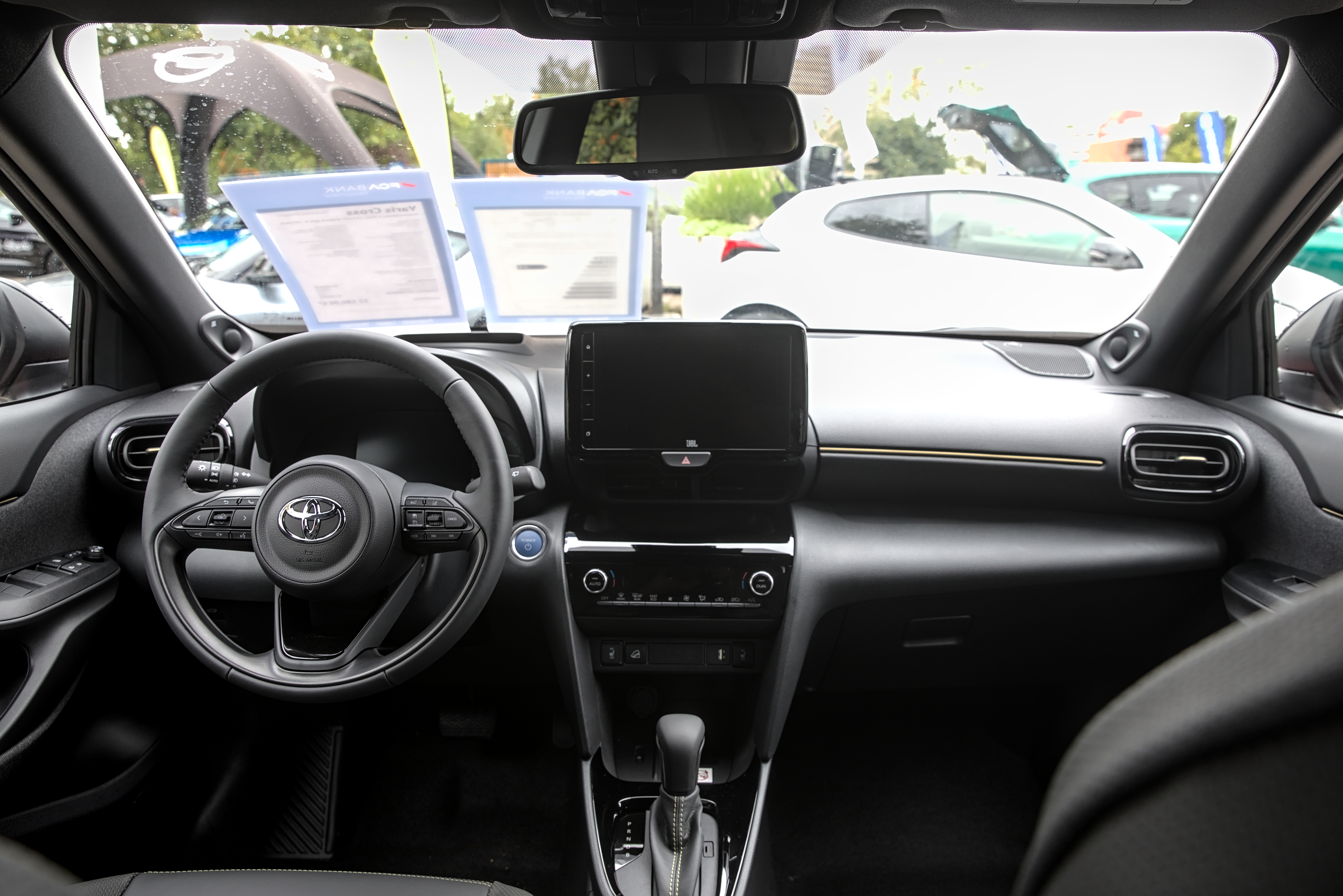
Innenansicht

Der Toyota Yaris Cross ist ein Kompakt-SUV des japanischen Automobilherstellers Toyota, das über dem in Europa nicht erhältlichen Raize und unter dem C-HR positioniert ist.

## Geschichte
Ursprünglich sollte das Fahrzeug Anfang März 2020 auf dem Genfer Auto-Salon vorgestellt werden. Aufgrund der COVID-19-Pandemie wurde der Auto-Salon Ende Februar 2020 abgesagt und die Premiere durch Toyota verschoben. Erste Bilder des SUV wurden schließlich im April 2020 veröffentlicht. Zunächst auf den Markt kam der Yaris Cross auf dem japanischen Heimatmarkt Ende August 2020. In Europa kam der Wagen im September 2021 auf den Markt. Die sportlicher gestaltete Ausstattungsvariante GR Sport wurde im Juli 2022 zunächst für Japan vorgestellt. Sie wird seit Ende 2022 auch in Europa angeboten. Für das Modelljahr 2024 präsentierte Toyota im November 2023 einen überarbeiteten Innenraum und einen modifizierten Hybrid-Antrieb. Gebaut wird das SUV im japanischen Kanegasaki (Iwate) und im französischen Valenciennes.
Wie der Yaris XP21 baut das Fahrzeug auf der GA-B-Skalierung der Toyota New Global Architecture (TNGA)-Plattform auf, hat 3 Zentimeter mehr Bodenfreiheit und ist bei gleichem Radstand knapp 24 Zentimeter länger.
Im Juni 2023 präsentierte Lexus das Schwestermodell LBX, das im Frühjahr 2024 in den Handel kam.

## Sicherheit
Im Herbst 2021 wurde der Yaris Cross vom Euro NCAP auf die Fahrzeugsicherheit getestet. Er erhielt fünf von fünf möglichen Sternen.

## Technische Daten
Antriebsseitig stehen ein 1,5-Liter-Ottomotor mit 92 kW (125 PS) und ein 1,5-Liter-Otto-Hybrid mit 85 kW (116 PS) oder 96 kW (130 PS) zur Auswahl. Im Gegensatz zu vielen anderen Fahrzeugen in diesem Segment ist für den Yaris Cross gegen Aufpreis Allradantrieb erhältlich.
|                                             | 1.5 VVT-i 2WD               | 1.5 VVT-i 4WD               | 1.5 Hybrid 115 2WD          | 1.5 Hybrid 115 E-Four       | 1.5 Hybrid 130 2WD          | 1.5 Hybrid 130 E-Four       |
| Bauzeitraum                                 | 08/2020–03/2024 1           | 08/2020–03/2024 1           | seit 08/2020 1              | seit 08/2020 1              | seit 03/2024                | seit 03/2024                |
| Motorcode                                   | M15A-FKS                    | M15A-FKS                    | M15A-FXE                    | M15A-FXE                    | M15A-FXE                    | M15A-FXE                    |
| Motortyp                                    | R3-Ottomotor                | R3-Ottomotor                | R3-Ottomotor + Elektromotor | R3-Ottomotor + Elektromotor | R3-Ottomotor + Elektromotor | R3-Ottomotor + Elektromotor |
| Motoraufladung                              | —                           | —                           | —                           | —                           | —                           | —                           |
| Hubraum                                     | 1490 cm³                    | 1490 cm³                    | 1490 cm³                    | 1490 cm³                    | 1490 cm³                    | 1490 cm³                    |
| Verdichtungsverhältnis                      | 13,0 : 1                    | 13,0 : 1                    | 14,0 : 1                    | 14,0 : 1                    |                             |                             |
| max. Leistung Ottomotor                     | 92 kW (125 PS) bei 6600/min | 92 kW (125 PS) bei 6600/min | 68 kW (92 PS) bei 5500/min  | 68 kW (92 PS) bei 5500/min  | 68 kW (92 PS) bei 5500/min  | 68 kW (92 PS) bei 5500/min  |
| max. Elektroleistung                        | —                           | —                           | 59 kW (80 PS)               | 59 kW (80 PS)               | 62 kW (84 PS)               | 62 kW (84 PS)               |
| max. Systemleistung                         | —                           | —                           | 85 kW (116 PS)              | 85 kW (116 PS)              | 96 kW (130 PS)              | 96 kW (130 PS)              |
| max. Drehmoment Ottomotor                   | 153 Nm bei 4800–5000/min    | 153 Nm bei 4800–5000/min    | 120 Nm bei 3600–4800/min    | 120 Nm bei 3600–4800/min    | 120 Nm bei 3600–4800/min    | 120 Nm bei 3600–4800/min    |
| max. Drehmoment Elektromotor                | —                           | —                           | 141 Nm                      | 141 Nm                      | 185 Nm                      | 185 Nm                      |
| Kraftübertragung                            |                             |                             |                             |                             |                             |                             |
| Antrieb                                     | Vorderradantrieb            | Allradantrieb               | Vorderradantrieb            | Allradantrieb               | Vorderradantrieb            | Allradantrieb               |
| Getriebe, serienmäßig                       | 6-Gang-Schaltgetriebe       | 6-Gang-Schaltgetriebe       | Stufenloses Getriebe        | Stufenloses Getriebe        | Stufenloses Getriebe        | Stufenloses Getriebe        |
| Getriebe, serienmäßig                       | Stufenloses Getriebe        | Stufenloses Getriebe        | —                           | —                           | —                           | —                           |
| Messwerte                                   |                             |                             |                             |                             |                             |                             |
| Höchstgeschwindigkeit                       | 180 km/h                    |                             | 170 km/h                    | 170 km/h                    | 170 km/h                    | 170 km/h                    |
| Beschleunigung, 0–100 km/h                  | 10,9 s                      |                             | 11,2 s                      | 11,8 s                      | 10,7 s                      | 11,3 s                      |
| Kraftstoffverbrauch auf 100 km (kombiniert) | 5,9 l Super                 |                             | 4,4–5,0 l Super             | 4,7–5,1 l Super             | 4,5–5,2 l Super             |                             |
| CO2-Emission (kombiniert)                   | 133 g/km                    |                             | 101–113 g/km                | 110–116 g/km                | 101–116 g/km                |                             |
| Tankinhalt                                  | 42 l                        | 42 l                        | 36 l                        | 36 l                        | 36 l                        | 36 l                        |
| Abgasnorm nach EU-Klassifikation            | Euro 6d                     |                             | Euro 6d                     | Euro 6d                     | Euro 6d                     | Euro 6d                     |